# إلمور سبنسر
إلمور سبنسر (بالإنجليزية: Elmore Spencer)‏ مواليد 6 ديسمبر 1969 في أتلانتا، هو لاعب كرة سلة أمريكي معتزل. بدأ مسيرته الاحترافية في سنة 1992. تم اختياره من قبل فريق لوس أنجلوس كليبرز خلال الدرافت. حمل الرقم 27. يبلغ طوله 7 قدم 0 بوصة (2.1 م). اعتزل اللعب في 2001. أحرز خلال مسيرته في الإن بي إيه 923 نقطة بمعدل 5.9 نقاط في المباراة الواحدة.

## المسيرة الاحترافية
لعب مع لوس أنجلوس كليبرز من سنة 1992 إلى 1995، ثم لعب مع دنفر ناغتس في موسم 1995–1996، ثم لعب مع بورتلاند ترايل بلايزرز في سنة 1996، ثم لعب مع سياتل سوبرسونيكس في سنة 1996.

## روابط خارجية
- إلمور سبنسر على موقع إن بي أي (الإنجليزية)
- إلمور سبنسر على موقع سبورتس رفرنس (الإنجليزية)
- إلمور سبنسر على موقع كرة السلة الأوروبية.كوم (الإنجليزية)
- إلمور سبنسر على موقع كلية كرة السلة في سبورتس رفرنس.كوم (الإنجليزية)
- إلمور سبنسر على موقع ريلجم (الإنجليزية)
- إلمور سبنسر على موقع بروبوليرز (الإنجليزية)